# Talitay
Talitay é um município de  - na província Maguindanao do Norte, nas Filipinas. De acordo com o censo de 1 de maio  de  2020 possui uma população de 17 463 pessoas e 2 896 domicílios.